# Айно Акте
Айно Акте (фін. Aino Ackté, Achte , 24 квітня  1876, Гельсінкі, Фінляндія — 8 серпня 1944, Вігті, Фінляндія) — фінська співачка (сопрано). Стала першою оперною співачкою Фінляндії, яка досягла світової популярності.

## Життєпис

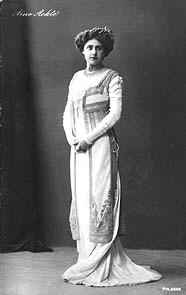

Народилася 24 квітня 1876 в Гельсінкі в сім'ї диригента і співачки. Спочатку навчалася співу у матері, з 1894 — в Паризькій консерваторії.
Дебютувала в 1897 в паризькій Гранд Опера. Її виступ у «Фаусті» мав успіх, і вона отримала шестирічний контракт в Парижі.
Пізніше виступала в нью-йоркській Метрополітен Опера і лондонському театрі Ковент-Гарден. Міжнародна кар'єра співачки тривала до 1913, прощальний виступ у Фінляндії відбувся у 1920.
У 1911 Айно Акте увійшла в число засновників оперного театру в Гельсінкі (з 1956 — Фінська національна опера) і в 1938—1939 була його директоркою.
У 1912 організувала міжнародний оперний фестиваль в Савонлінні.

## Родина
- Перший шлюб (1901—1917) — адвокат Гейккі Ренвалл, в шлюбі народився син (пізніше лікар). Шлюб розірвано.
- Другий шлюб (з 1919) — Бруно Яландер, міністр оборони Фінляндії.

## Цікаві факти

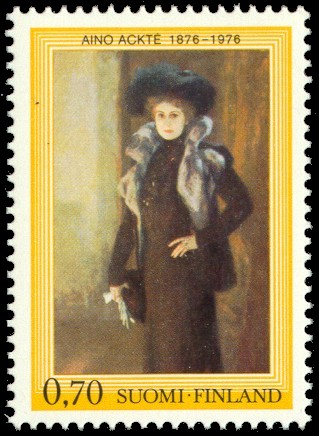

- Ім'я Айно Акте носить вулиця в столиці Фінляндії;
- На її віллі нині проводяться культурні заходи і зустрічі.